# Space Science Fiction Magazine
Vous lisez un « bon article » labellisé en 2017.
Space Science Fiction Magazine est un magazine éphémère de science-fiction américain qui n'a existé que le temps de deux numéros en 1957. Publié par Republic Features Syndicate, Inc. en relation avec une émission radio et d'autres magazines du genre, il publie des nouvelles d'auteurs célèbres comme Arthur C. Clarke ou Jack Vance. Le succès n'est toutefois pas au rendez-vous et la publication s'arrête après le deuxième numéro.

## Contexte
La science-fiction est l'un des genres incontournables des pulps américains depuis Amazing Stories, lancé en 1926. À la fin des années 1930, le genre est en plein essor, mais la Seconde Guerre mondiale freine son développement, et il doit attendre la fin des années 1940 pour revenir à la mode avant de connaître un âge d'or dans les années 1950,. Pas moins de 24 magazines de science-fiction publient au moins un numéro au cours de l'année 1957, qui est celle du lancement de Space Science Fiction Magazine. L'un des magazines majeurs du genre, Galaxy Science Fiction, est associé à deux émissions de radio, Dimension X et X Minus One.

## Histoire
Le succès de Galaxy Science Fiction attire des émules. En 1956, Lyle Kenyon Engel de Republic Features Syndicate, Inc. lance deux émissions de radio et quatre magazines de science-fiction sur la même thématique. Les deux émissions étaient American Agent, sur le thème de l'espionnage, et The Frightened, sur le thème de l'horreur, racontées par Boris Karloff. Les magazines comprenaient un magazine d'espionnage et un magazine d'horreur en relation directe avec les émissions radios, ainsi que deux titres additionnels : Private Investigator Detective Magazine et Space Science Fiction Magazine. Le premier numéro de Private Investigator Detective Magazine est publié en 1956, mais des problèmes avec les tranches horaires radiophoniques retardent le lancement des autres magazines jusqu'à l'année suivante.
Le premier numéro de Space Science Fiction Magazine est daté du printemps 1957, bien qu'il soit censé être bimestriel d'après son ours. Il est publié par Republic Features Syndicate, Inc. à New York et édité par Michael Avallone, bien que l'ours crédite Lyle Kenyon Engel dans ce rôle. Le deuxième numéro, daté du mois d'août 1957, est également le dernier en raison de la faillite de Republic Feature Syndicate, Inc.,.

## Contenu
Space Science Fiction Magazine est un magazine au format digest de 132 pages au prix de 35 cents. Ses deux numéros sont numérotés comme les deux numéros d'un seul volume. Le magazine ne comprend aucun contenu éditorial : il se compose uniquement de nouvelles et de publicités pour des émissions de radio, dont American Agent et The Frightened. Bruce Minney réalise des illustrations pour presque toutes les nouvelles parues dans le magazine, dont les couvertures sont l'œuvre de Tom Ryan.
Les nouvelles parues dans Space Science Fiction Magazine sont l'œuvre d'écrivains assez connus dans le monde de la science-fiction, parmi lesquels John Jakes, Mack Reynolds, Jack Vance ou Raymond F. Jones. Néanmoins, l'historien des pulps Mike Ashley considère que Lyle Kenyon Engel est allé racler « les fonds de tiroirs » de l'agence littéraire de Scott Meredith (en) : la plupart de ces nouvelles ont en effet été rejetées par d'autres magazines plus prestigieux avant de paraître dans Space Science Fiction Magazine. Dans le haut du panier, Ashley cite  The Devil Spins a Sun-Dream de John Jakes.